# Andy Parsons

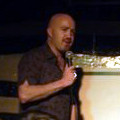
Andy Parsons

Andy Parsons (Weymouth, 30 november 1966) is een Engelse stand-upcomedian en tv-scenarioschrijver. Hij is vooral bekend als vast panellid van het programma Mock the Week.
Met Henry Naylor schreef en presenteerde hij negen seizoenen van Parsons and Naylor's Pull-Out Sections, een satirisch radioprogramma op BBC Radio 2. 
Hij behaalde een licentie rechten aan Christ's College in Cambridge.
Een opname van zijn soloshow Andy Parsons:Citizens!, waarmee hij in 2009 een tournee door Groot-Brittannië maakte, werd op dvd uitgebracht onder de naam Britain's got Idiots.
Ook in 2011 ging hij op tournee met de soloshow Gruntled.